# Strada statale 436 Francesca
La ex strada statale 436 Francesca (SS 436), ora strada regionale 436 Francesca (SRT 436), è una strada regionale italiana.

## Percorso
La strada ha inizia a Montecatini Terme, dove si innesta nella ex strada statale 435 Lucchese. Prosegue quindi in direzione est, incrociando nuovamente la SS 435 a Pieve a Nievole. La strada prosegue quindi nella adiacente Monsummano Terme per continuare attraversando il territorio comunale di Larciano, quello di Lamporecchio, prima di entrare nella provincia di Firenze.
Puntando sempre verso sud arriva a Fucecchio, supera il fiume Arno, incrocia la strada di grande comunicazione Firenze-Pisa-Livorno e si innesta infine nella strada statale 67 Tosco Romagnola a San Miniato.

## Storia
Dal 1907 al 1938 il tratto di arteria fra l'innesto sulla strada statale 435 e Monsummano fu interessato dalla presenza dei binari della tranvia Lucca-Monsummano.
In seguito al decreto legislativo n. 112 del 1998, dal 2001 la gestione è passata dall'ANAS alla Regione Toscana che ha poi devoluto le competenze alla Provincia di Pistoia e alla Città Metropolitana di Firenze per le tratte territorialmente competenti.